# Diócesis de El Tigre
La diócesis de El Tigre (en latín: Dioecesis Tigrensis) es una circunscripción eclesiástica de la Iglesia católica en Venezuela. Se trata de una diócesis latina, sufragánea de la arquidiócesis de Cumaná. Desde el 31 de mayo de 2018 su obispo es José Manuel Romero Barrios.

## Territorio y organización
La diócesis tiene 22 972 km² y extiende su jurisdicción sobre los fieles católicos de rito latino residentes en 9 municipios del estado Anzoátegui: Simón Rodríguez, Guanipa, Independencia, Miranda (Pariaguán), Monagas y las parroquias civiles de Cachipo del municipio Aragua y de San Tomé del municipio Freites.
La sede de la diócesis se encuentra en El Tigre, en donde se halla la Catedral de Nuestra Señora del Valle.
En 2021 en la diócesis existían 14 parroquias.

## Historia
La diócesis fue erigida por el papa Francisco el 31 de mayo de 2018 mediante la bula Quo satius, derivando el territorio de la diócesis de Barcelona. El santuario mariano de Nuestra Señora del Valle, situado en el municipio de Simón Rodríguez, fue el sitio escogido para funcionar como la nueva catedral.

## Estadísticas
Según el Anuario Pontificio 2022 la diócesis tenía a fines de 2021 un total de 353 000 fieles bautizados.
| Año                                                                             | Población            | Población | Población      | Sacerdotes | Sacerdotes    | Sacerdotes    | Bautizados por sacerdote | Diáconos permanentes | Religiosos | Religiosos | Parroquias |
| Año                                                                             | Bautizados católicos | Total     | % de católicos | Total      | Clero secular | Clero regular | Bautizados por sacerdote | Diáconos permanentes | Varones    | Mujeres    | Parroquias |
| ------------------------------------------------------------------------------- | -------------------- | --------- | -------------- | ---------- | ------------- | ------------- | ------------------------ | -------------------- | ---------- | ---------- | ---------- |
| 2018                                                                            | 325 000              | 406 050   | 80.0           | 13         | 11            | 2             | 25 000                   |                      | 2          | 9          | 14         |
| 2019                                                                            | 345 500              | 406 459   | 85.0           | 8          | 5             | 3             | 43 187                   |                      | 3          | 10         | 14         |
| 2021                                                                            | 353 000              | 416 440   | 84.8           | 11         | 9             | 2             | 32 090                   |                      | 3          | 11         | 14         |
| Fuente: Catholic-Hierarchy, que a su vez toma los datos del Anuario Pontificio. |                      |           |                |            |               |               |                          |                      |            |            |            |

## Episcopologio
| Fecha de inicio             | Final | Nombre del obispo          |
| --------------------------- | ----- | -------------------------- |
| Desde el 31 de mayo de 2018 | -     | José Manuel Romero Barrios |